# أندرياس يوهانسون (لاعب كرة قدم)
أندرياس يوهانسون (بالسويدية: Andreas Johansson) (و. 1978  م) هو لاعب كرة قدم، من السويد، يلعب كلاعب وسط، ومهاجم.

## روابط خارجية
- أندرياس يوهانسون على موقع الاتحاد الأوربي (الإنجليزية)
- أندرياس يوهانسون على موقع اتحاد السويد (السويدية)
- أندرياس يوهانسون على موقع قاعدة بيانات كرة القدم.إي يو (الإنجليزية)
- أندرياس يوهانسون على موقع ناشيونال فوتبول تيمز (الإنجليزية)
- أندرياس يوهانسون على موقع Soccerbase.com (لاعب) (الإنجليزية)
- أندرياس يوهانسون على موقع Soccerway.com (الإنجليزية)
- أندرياس يوهانسون على موقع عالم كرة القدم.نت (الإنجليزية)